# Burg Waldmannshausen
Die Burg Waldmannshausen ist eine in den Jahren 1486 bis 1488 von Thebes von Waldmannshausen erbaute Wasserburg in Elbgrund, einem Ortsteil der Gemeinde Elbtal im Landkreis Limburg-Weilburg in Hessen rund 18 km nördlich von Limburg an der Lahn.
Die Burg bildete in früheren Zeiten zusammen mit dem benachbarten Gut Waldmannshausen eine Einheit. Auf dem Gelände befindet sich auch die Ruine der Wasserburg Alte Burg. Das Anwesen befindet sich am Rand der Gemeinde an der Verbindungsstraße nach Frickhofen. Die Burg dient gemeinsam mit einem 1790 erbauten Schlossgebäude seit 1935 als Schullandheim. Eigentümer der Burg ist der Schullandheim Burg Waldmannshausen e. V. mit Vereinssitz im westfälischen Hagen.

## Anlage
Von der Alten Burg nördlich der Landstraße nach Frickhofen sind lediglich Reste vorhanden.
Die Neue Burg entstand im Jahr 1486 als spätgotische, steinerne Wasserburg. Der Bau wird besonders durch sein steiles, mit mehreren Gauben versehenes Satteldach geprägt. Rundtürme mit Spitzdächern schirmen das Haus nach Norden und Süden ab. Ein schlankerer Treppenturm flankiert das Hauptportal zum Innenhof hin. Die Fassade zeigt noch gotische Elemente, wurde aber kurz nach 1900 stark verändert. Innen finden sich neugotische Einbauten, wie eine Hallentreppe und Zeltgewölbe in den Turmzimmern. Die Wassergräben sind heute eingeebnet.
Das Wirtschaftsgebäude wurde um 1800 gegenüber der Neuen Burg errichtet. Es wurde als Fruchtspeicher, Marstall und für Gesindewohnungen genutzt. Der Mittelrisalit ist gegenüber den beiden niedrigen Seitenflügeln sehr viel höher und stärker hervorgehoben. Auch der Bauschmuck mit Pilastern, einem Triglyphenfries und Dreiecksgiebel betont den Mittelteil gegenüber den kaum geschmückten Flügeln. Der Giebel trägt die Inschrift „UTILITATI.ET.OBLECTATIO“ (Dem Nutzen und dem Vergnügen). Das Brunnenbecken aus Sandstein im Hof wurde zeitgleich mit dem Gebäude oder kurz zuvor angelegt.

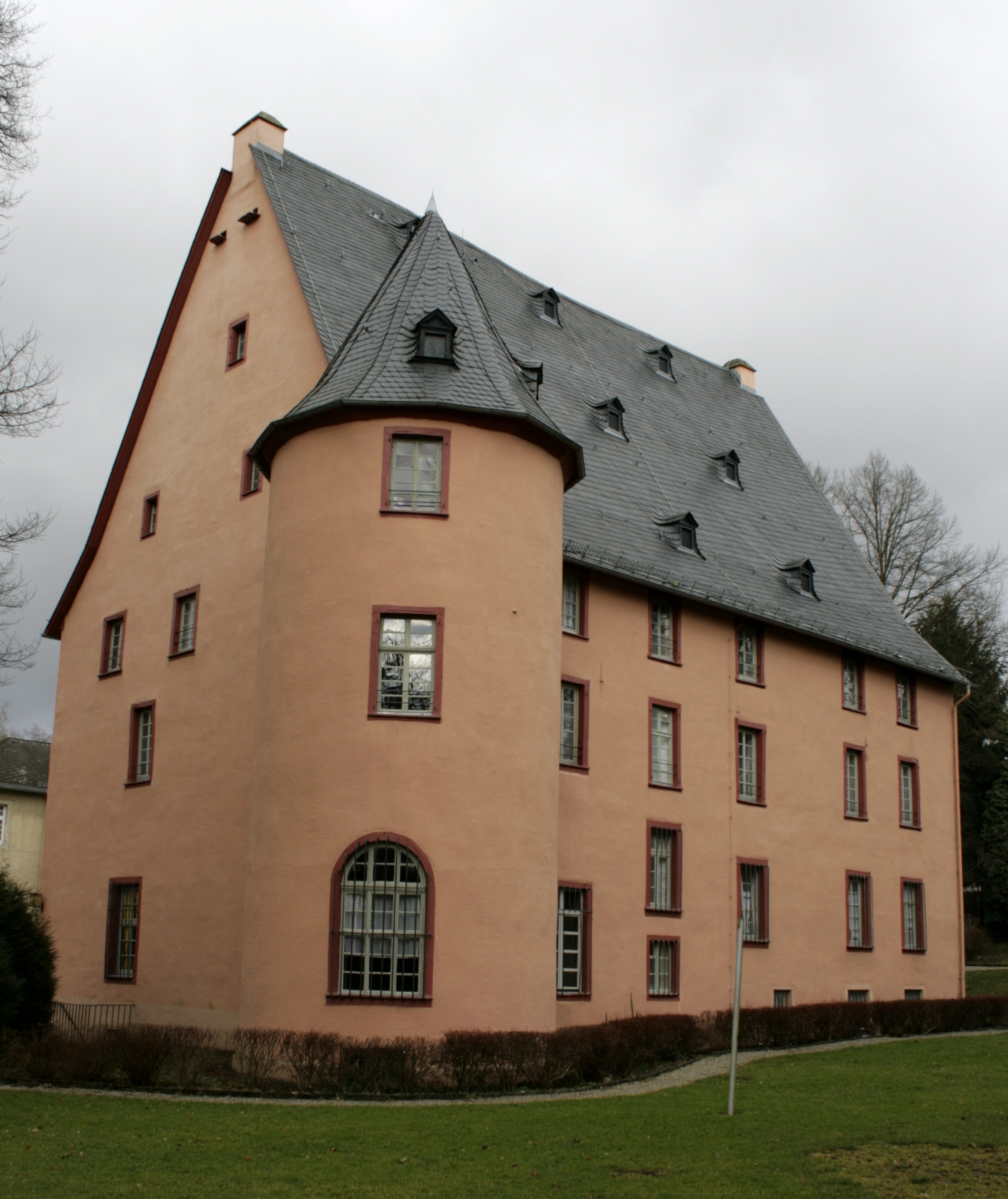
Rückseite der Burg

Der Altbau des Hofguts (heutige Adresse: Frickhofener Straße 37) aus dem Jahr 1790 wendet sich vom Herrenhaus ab und öffnet sich zur Landstraße hin. Er weist als einzige Schmuckelemente der Putzfassade Gewände aus Sandstein und ein Gesimsband auf. Der nördliche Gebäudeteil ist durch einen flachen Risalit und eine Freitreppe als Verwalterwohnung hervorgehoben. Eine Tafel weist dort auf den Erbauer Christian Heinrich von Erath hin. Das hohe Mansardendach ist mit Knüppelwalmen versehen. Im Süden des Gebäudes waren ursprünglich drei weitere Fensterachsen vorhanden, die durch einen Brand zerstört wurde. Teil des Altbaus ist eine für die Region sehr flach aufgeführte, langgezogene Scheune mit Stallungen. Im 19. Jahrhundert wurde das Gut um einen weiteren Dreiseitenhof ergänzt, der sich zum Herrenhaus hin öffnet. Die jüngere Fachwerk-Remise und eine Bruchsteinmauer zur Straße sind ebenfalls Teil des Baudenkmals.
Der Landschaftsgarten ist weiterhin Teil des Denkmals, auch wenn durch die lange unterbliebene Pflege nur noch wenige Elemente der Gestaltung erkennbar sind. Auch ein Turbinenhäuschen von 1920 am Mühlengraben westlich des Herrenhauses und eine ältere Stützmauer an der Fußgängerbrücke über die Landstraße gehören zu den denkmalgeschützten Elementen.

## Geschichte

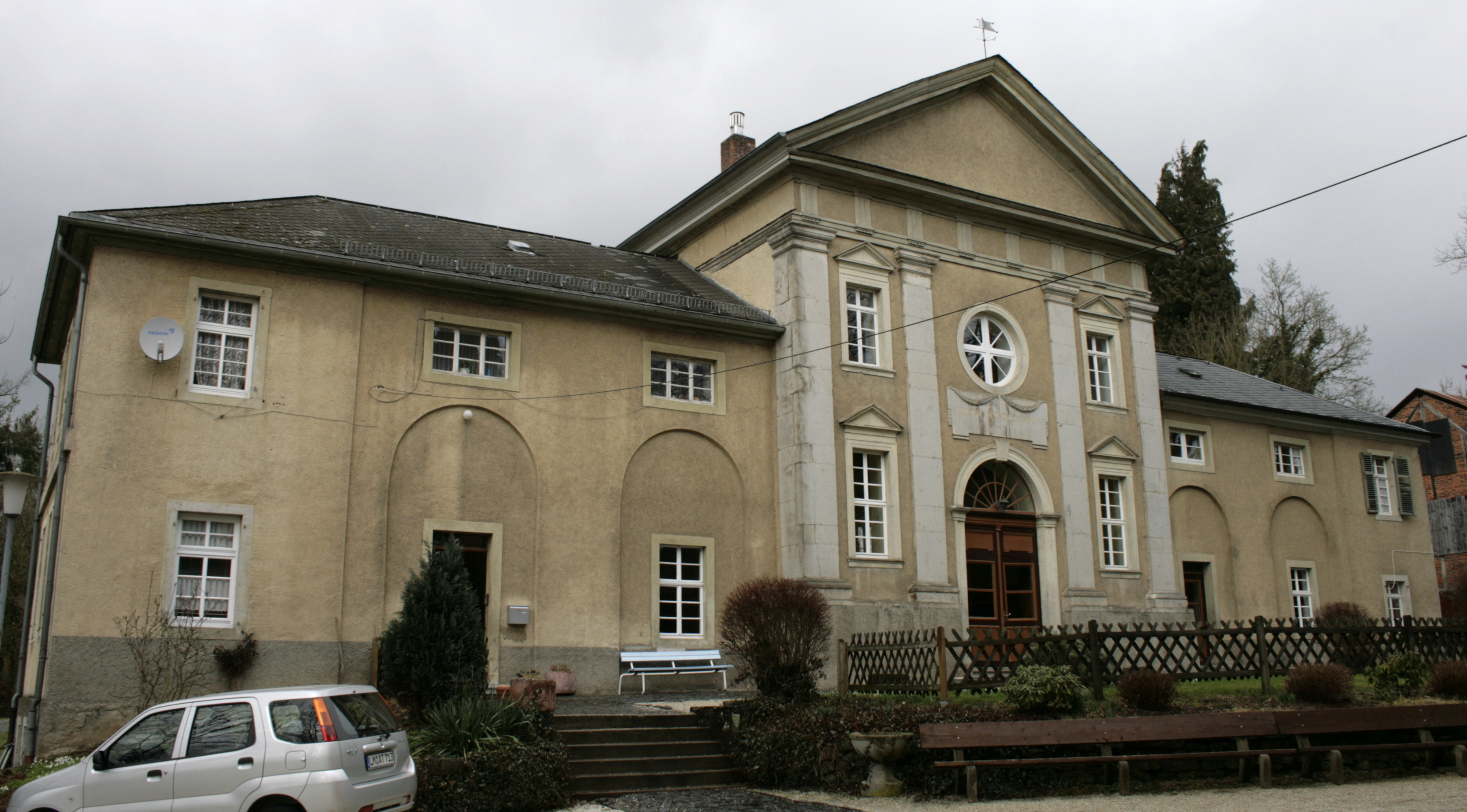
Wirtschaftsgebäude

Die nördlich der Landstraße nach Frickhofen gelegene Burgruine war der Stammsitz des Niederadelsgeschlechts Walpot von Waldmannshausen, das auch überregional bedeutende Ämter innehatte. Die Familie von Waldmannshausen wurde im Jahr 1136 erstmals urkundlich erwähnt. Von den Walpoden von Waltmannshausen zweigten sich schon früh die anderen Walpoden/Waldbotten-Linien ab, darunter die Waldbott von Bassenheim.
1486 ließ Thebes (auch: Debus = Matthäus) von Waldmannshausen die „Neue Burg“ als Herrensitz südöstlich der alten Anlage errichten. Er war der Sohn von Gerhard von Waldmannshausen und stand in den 1480er Jahren im Dienst der Grafen von Nassau-Dillenburg. 1767 fiel der bereits seit dem 17. Jahrhundert ruinöre Herrensitz mitsamt dem zugehörigen Hofgut an Nassau-Oranien. Kurz darauf ging es an Christian Heinrich von Erath (1745–1803) über, den ehemaligen nassau-oranischen Gouverneur von Java. Erath ließ den Herrensitz instand setzen, den heute noch vorhandenen Gutshof östlich davon und 1790 ein repräsentatives Wohnhaus erbauen. Um 1800 herum wurde ein Areal von der alten Burg bis zum Gutshof und an den Elbbach nach dem Vorbild eines Englischen Landschaftsgartens gestaltet. Es folgten mehrere Besitzer, darunter 1835 die Frankfurter Bankiersfamilie Bethmann und 1870 die abgesetzten Herzöge von Nassau. 1933 wurde ein Schullandheim eingerichtet und im Folgejahr der Gutshof abgetrennt und in Privatnutzung verkauft. 1935 kam die einstige Burg in den Besitz des Schullandheimvereins der westfälischen Stadt Hagen. Der Gutshof wird heute nur noch als Wohnhaus und nicht mehr landwirtschaftlich genutzt.
Heute steht die Anlage unter Denkmalschutz und hat darüber hinaus den Schutzstatus für den Kriegsfall nach der Haager Konvention erhalten.

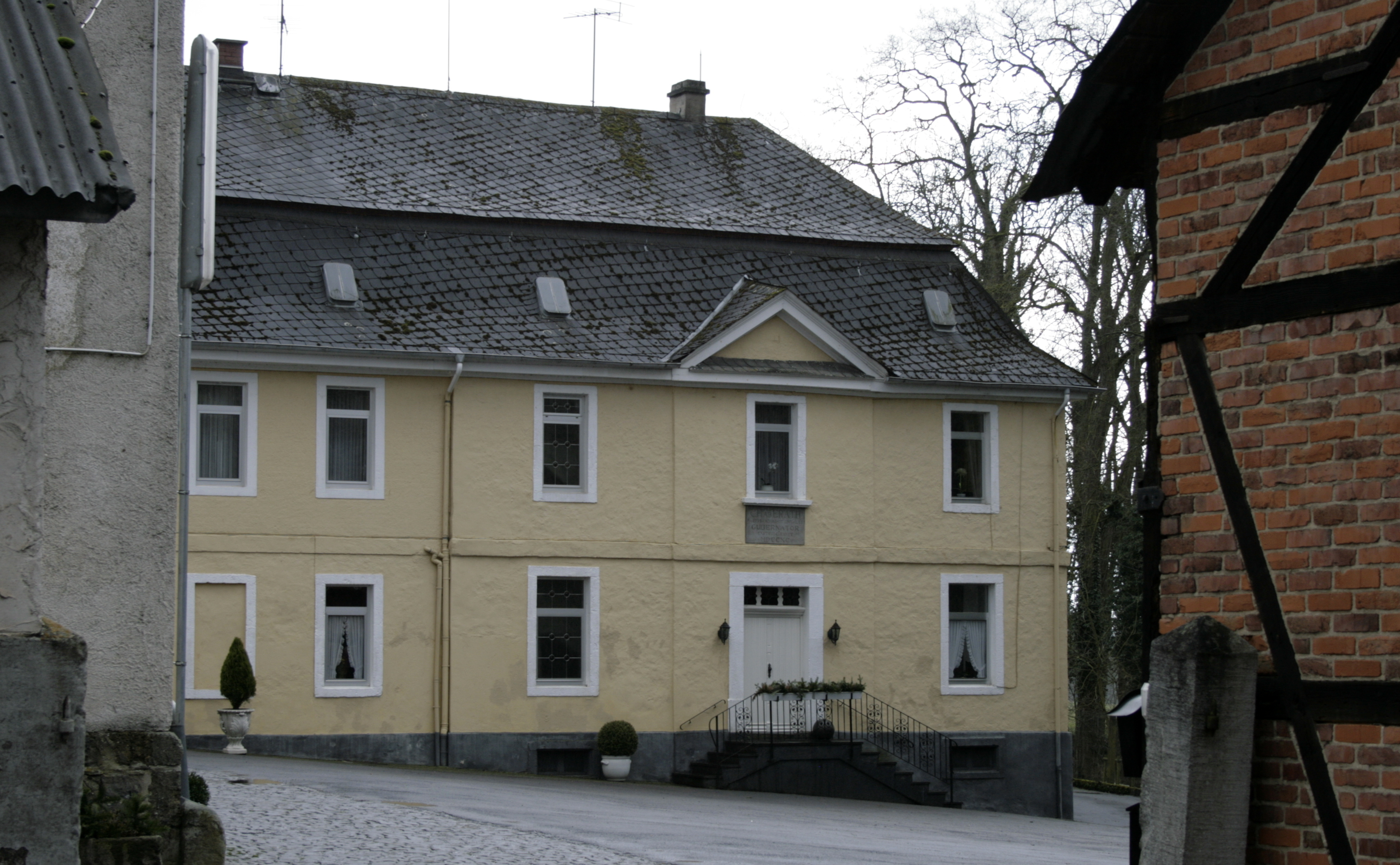
Wohnhaus des angrenzenden ehemaligen Gutshofs
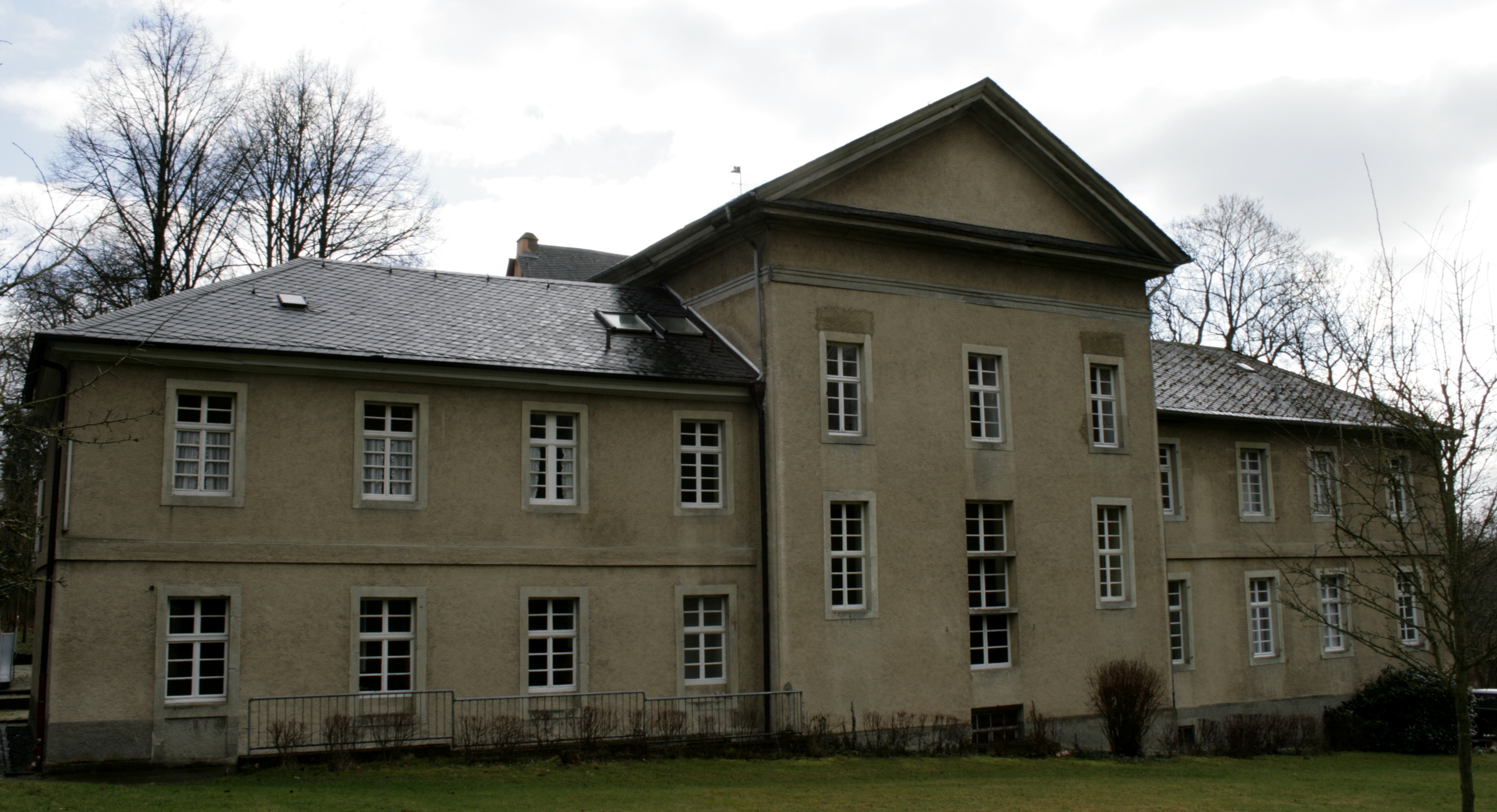
Rückseite des ehemaligen Marstalls